# منتخب ليسوتو لكأس فيد
منتخب ليسوتو لكأس فيد (بالإنجليزية: Lesotho Fed Cup team)‏ هو ممثل ليسوتو الرسمي في كرة المضرب في كأس فيد.